# ザグレウス
ザグレウス（希: Ζαγρεύς、英：Zagreus）は、ギリシア神話における密儀宗教のオルペウス教に登場する少年神である。父親はゼウス（一説にはハーデース）、母親はペルセポネー（一説にはデーメーテール）。オルペウス教徒によって主に信仰され、ディオニューソス神の一形態とも言われている。

## 概要
神々の王ゼウスは蛇に化けてペルセポネーに近づき、交わってザグレウスをもうけた。ザグレウスは大蛇の姿でゼウスに伴い、ゼウスは全宇宙を継ぐべき存在として彼を寵愛した。これに嫉妬したヘーラーは、ティーターン族（一説にはギガース）をザグレウスに送り込み、惨殺するよう仕向けた。
ザグレウスは数々の動物に変身して闘うも、牛になったとき捕らえられ、縛り上げられて殺されてしまう。その後にバラバラに引き裂かれ、四肢や肉片をティーターン族に煮て食べられてしまう。ただ、心臓のみはアテーナーによって救い出され、ゼウスの元へ届けられる。ゼウスは心臓を呑み込んでセメレーと交わり、ディオニューソスをもうけた。このディオニューソスの心臓は、本来ザグレウスのものであり、これはザグレウスの再誕を意味した。
以後、ザグレウスはディオニューソスとして、ゼウスと共に宇宙を統治することになる。

## 輪廻転生の起源
ザグレウスを惨殺したティーターン族をゼウスは憎み、その雷霆で彼らを打ち砕き、灰と化させた。その灰から現在の人類が誕生した。この灰にはティーターンの肉とザグレウスの肉（喰らったため）が混ざり合っており、そのため、ディオニューソス的要素から発する霊魂が神性を有するにもかかわらず、 ティーターン的素質から発した肉体が霊魂を拘束することとなった。すなわち、人間の霊魂は「再生の輪廻（因果応報の車輪、輪廻転生）」に縛られ、死しても尚この輪の中に引き戻されるのである。この輪を脱するには、その本源であるディオニューソスに帰依し、その教義を守る必要があったとされる。

## 語源
ギリシアでは、「生きたまま牡牛を捕まえた狩人」のことを「ザグレウス（zagreus）」と呼ぶ。また、イオニア方言では、「生きた動物を捕まえる罠」のことを「ザグレ（zagre）」と表現する。